# Gobiodon ater
Gobiodon ater là một loài cá biển thuộc chi Gobiodon trong họ Cá bống trắng. Loài này được mô tả lần đầu tiên vào năm 2013.

## Từ nguyên
Tính từ định danh ater trong tiếng Latinh nghĩa là “đen”, hàm ý đề cập đến màu đen đồng nhất trên cơ thể của loài cá này.

## Phân bố và môi trường sống
G. ater hiện chỉ được biết đến tại 3 vị trí, là Bắc Biển Đỏ, Maldives và đảo Đài Loan. Có lẽ, loài này có phân bố rộng rãi hơn trên vùng Ấn Độ Dương - Thái Bình Dương.
G. ater sống cộng sinh với các san hô Acropora, ưu thích hơn hẳn là Acropora hyacinthus và Acropora selago. Do màu đen của loài này, đôi khi rất khó phát hiện chúng trong các khoảng hở giữa san hô.

## Phân loại
G. ater là loài chị em gần nhất với Gobiodon axillaris về mặt di truyền, mặc dù có kiểu hình khác biệt, tuy vậy lại giống với Gobiodon ceramensis nhất về mặt hình thái (cùng màu đen khắp thân).

## Mô tả
Chiều dài cơ thể lớn nhất được ghi nhận ở G. ater là 2,7 cm (cá cái trong cặp đôi thường lớn hơn đáng kể so với cá đực). Loài này chỉ có duy nhất màu đen toàn thân, kể cả mống mắt.
Số gai vây lưng: 7; Số tia vây lưng: 10; Số gai vây hậu môn: 1; Số tia vây hậu môn: 8; Số gai vây bụng: 1; Số tia vây bụng: 5; Số tia vây ngực: 19–20.

### Trích dẫn
- Herler, Juergen; Bogorodsky, Sergey V.; Suzuki, Toshiyuki (2013). “Four new species of coral gobies (Teleostei: Gobiidae: Gobiodon), with comments on their relationships within the genus”. Zootaxa. 3709 (4): 301–329. doi:10.11646/zootaxa.3709.4.1. ISSN 1175-5326. PMC 3914756. PMID 24511221.